# دقيق الشعر
دقيق الشعر أو ناعم الشعر أو التمير الأسود (الاسم العلمي: Leptocoma) هو جنس ينتمي إلى تمير (فصيلة: التمير)